# Lega Lombarda

La bandiera di Milano, usata poi anche dalla Lega Lombarda

La Lega Lombarda (nome ufficiale in latino Societas Lombardiæ et Romandiolæ et Marchiæ, letteralmente "Associazione di Lombardia, Romagna e Marca") fu un'alleanza militare che venne costituita tra alcuni comuni dell'Italia settentrionale, molti dei quali erano geograficamente afferenti alla Lombardia di allora, oggi definita "Lombardia storica" (da qui l’aggettivo "Lombarda"), durante il Medioevo. Anche se, teoricamente, si trattò sempre dello stesso soggetto rinnovato in occasione delle minacce alle libertà comunali, tipicamente si parla di due differenti Leghe, per differenziare il periodo in cui la Lega combatté contro Federico I Barbarossa da quello in cui combatté contro Federico II di Svevia.
Pur avendo come finalità preponderante quella militare, la Lega ebbe anche un proprio governo stabile, ritenuto uno dei primi esempi confederali d'Europa.

## Storia

### La prima Lega Lombarda

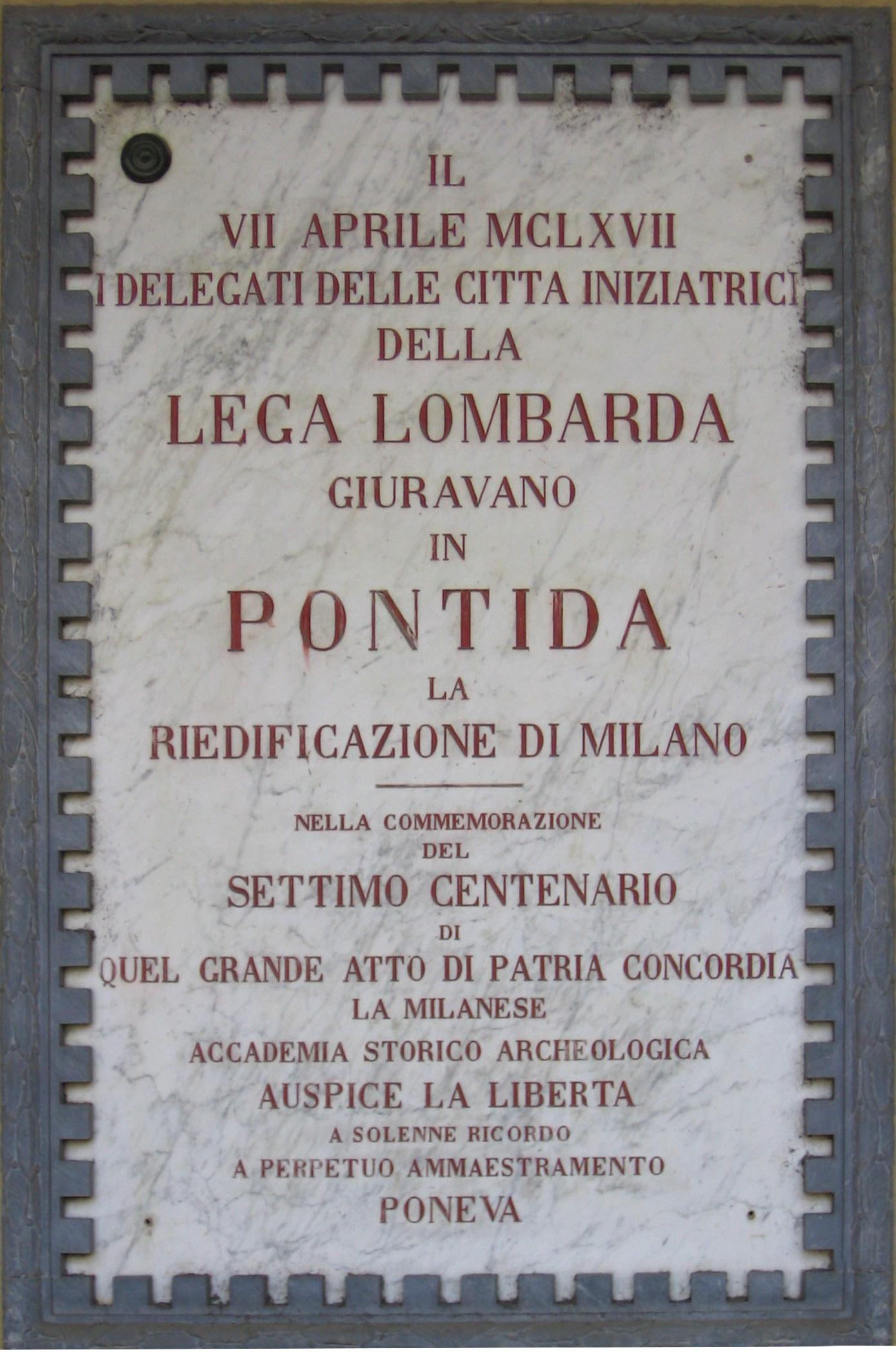
Pontida: targa commemorativa del giuramento della prima Lega Lombarda

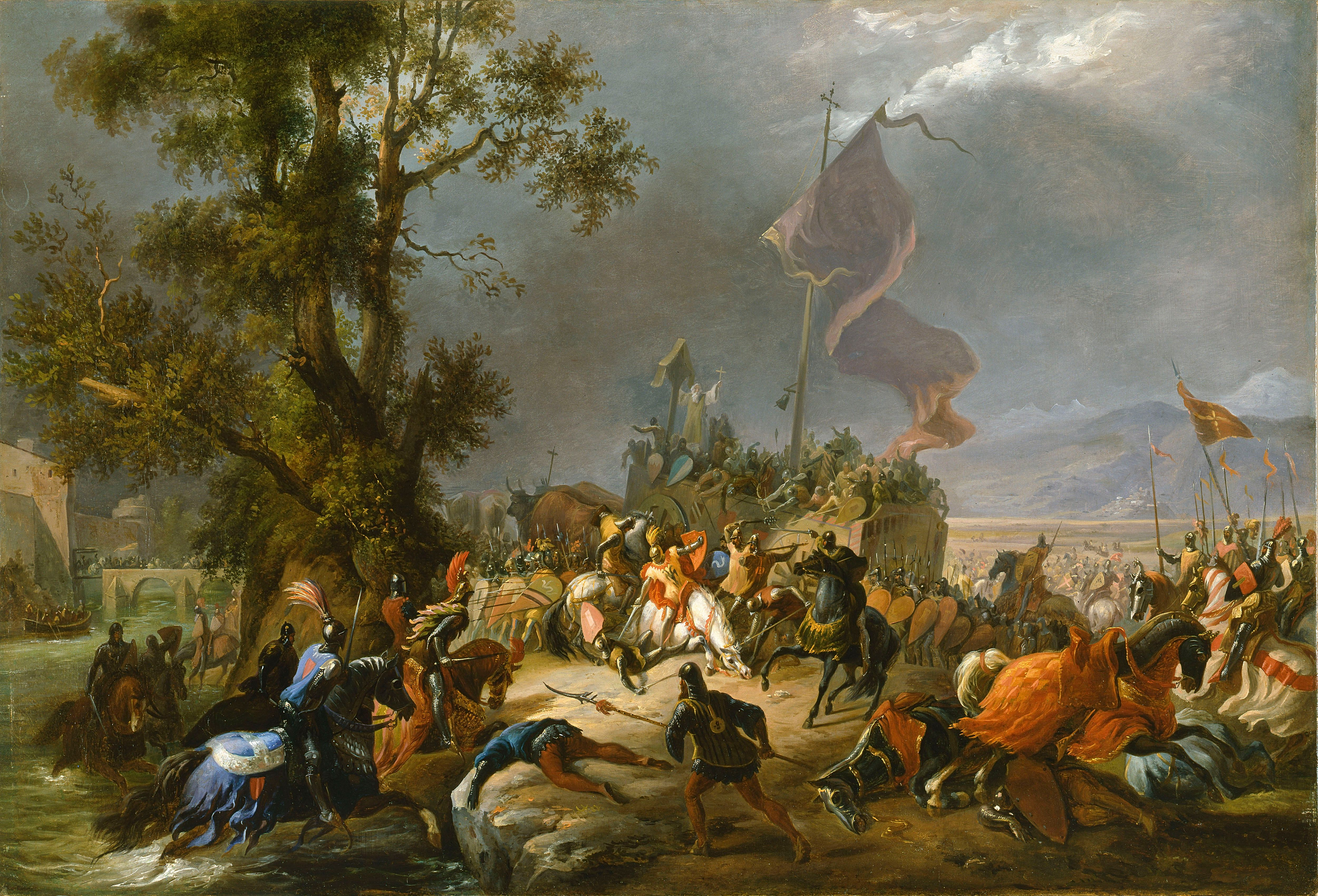
La battaglia di Legnano in un dipinto di Massimo d'Azeglio

La prima Lega Lombarda fu costituita, secondo la tradizione, il 7 aprile 1167 presso l'abbazia di Pontida, dove venne suggellata dall'omonimo e leggendario giuramento. Le municipalità fondatrici della Lega Lombarda furono Milano, Lodi, Ferrara, Piacenza e Parma. Il 1º dicembre 1167 l'alleanza venne allargata grazie alla fusione con la Lega Veronese e per la partecipazione di altri comuni della Lombardia storica ed altre aree del Nord Italia), che portò la Lega a raggiungere prima le 26, e poi le 30 municipalità, tra cui Crema, Cremona, Mantova, Bobbio, Bergamo, Brescia, Genova, Bologna, Padova, Modena, Reggio Emilia, Treviso, Venezia, Novara, Tortona, Vercelli, Vicenza e Verona.

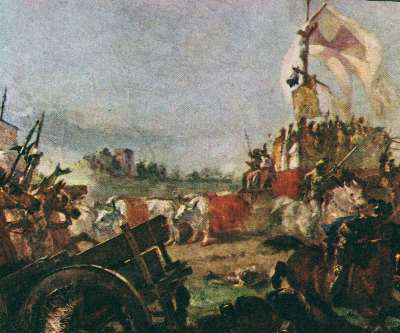
Il Carroccio durante la battaglia di Legnano in un dipinto di Amos Cassioli. Sul Carroccio si può notare il vessillo bianco crociato di rosso della Lega Lombarda, che fu mutuato dalla bandiera di Milano

La Lega venne formata per contrastare Federico I "Barbarossa", imperatore del Sacro Romano Impero, nel suo tentativo di restaurare l'influenza imperiale nell'Italia settentrionale. In questo disegno politico il Barbarossa fu spalleggiato anche da due città lombarde che non fecero mai parte, se non sporadicamente, della Lega: Pavia e Como. Federico reclamò il controllo diretto sull'Italia Settentrionale alla dieta di Roncaglia (1158), invadendo la penisola italiana a più riprese con l'obiettivo di ristabilire il potere imperiale e di punire le municipalità ribelli. La Lega godeva del supporto di papa Alessandro III, anch'egli desideroso di veder declinare il potere imperiale in Italia. La città di Alessandria, fondata in Piemonte dalla Lega Lombarda, prese il suo nome proprio dal Pontefice e nacque come fortezza antimperiale ai confini del marchesato del Monferrato, alleato del Barbarossa.
Nella battaglia di Legnano del 29 maggio 1176, Federico Barbarossa venne sconfitto dalle truppe della Lega Lombarda, che nell'occasione erano capitanate da Guido da Landriano (secondo le credenze popolari, le truppe comunali furono invece guidate dal condottiero lombardo leggendario Alberto da Giussano). Dopo la decisiva sconfitta di Legnano, l'imperatore accettò un armistizio di sei anni (la cosiddetta tregua di Venezia), fino alla pace di Costanza, in seguito alla quale i comuni medievali dell'Italia settentrionale accettarono di restare fedeli all'Impero in cambio della piena giurisdizione locale sui loro territori.
Giorgio Giulini riporta nelle sue Memorie che lo storico lodigiano Morena vide personalmente nel 1160 il Carroccio di Milano, simbolo dell'autonomia comunale, su cui svettava «un grandissimo vessillo bianco con la croce rossa», stendardo che comparve anche sul Carroccio utilizzato nella battaglia di Legnano. La Lega Lombarda scelse infatti come vessillo lo stendardo bianco crociato di rosso di Milano.
La Lega Lombarda venne rinnovata nel 1198 e nel 1208 durante le guerre tra Ottone IV e Filippo di Svevia.

### La seconda Lega Lombarda

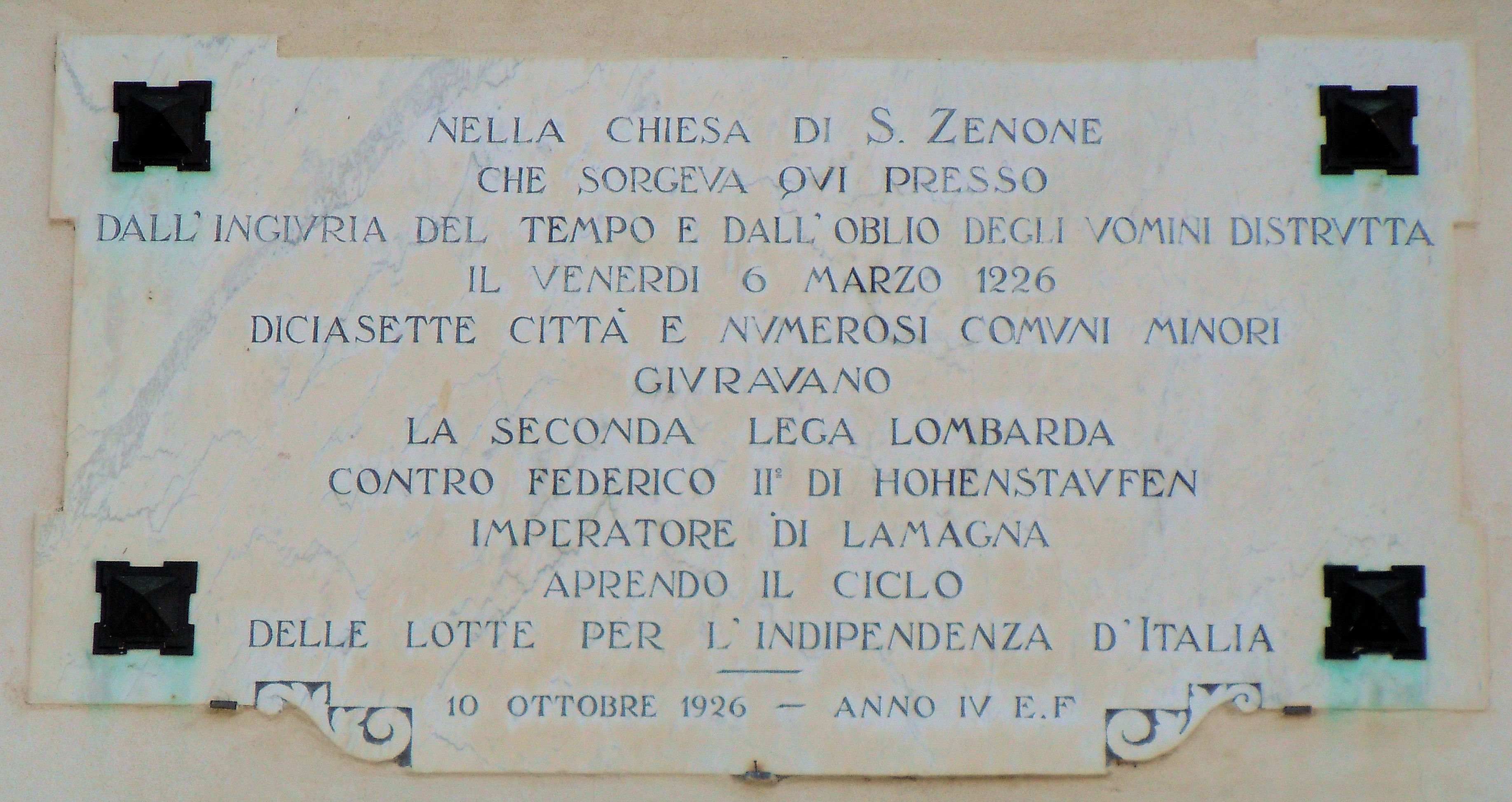
Mosio: lapide in ricordo della seconda Lega Lombarda

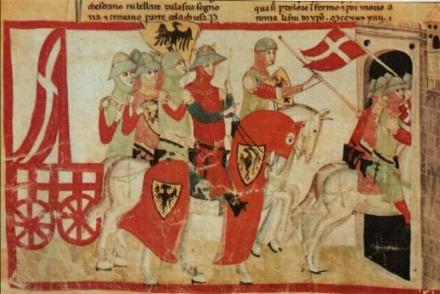
Miniatura medievale raffigurante l'ingresso trionfale di Federico II a Cremona dopo la vittoria a Cortenuova (1237)

Sfruttando la prerogativa, concessa da Federico I, di adottare lo strumento della Lega per ragioni di difesa, alcuni comuni decisero di costituire una seconda Lega Lombarda. Dopo mesi di trattative segrete, favorite da papa Onorio III, il 2 marzo 1226 i delegati di Milano, Bologna, Piacenza, Verona, Brescia, Faenza, Mantova, Vercelli, Lodi, Bergamo, Torino, Alessandria, Vicenza, Padova e Treviso si riunirono nella chiesa di San Zenone a Mosio, oggi frazione di Acquanegra sul Chiese, stabilendo un'alleanza militare che sarebbe dovuta durare 25 anni. Sempre grazie all'intervento papale, alla seconda Lega aderirono anche i conti di Biandrate, Bonifacio II marchese di Monferrato, Crema e Ferrara, e in un secondo momento, nel 1227, anche Vigevano.
A Cortenuova l'esercito della Lega Lombarda fu quasi completamente annientato. Federico II in seguito alla schiacciante vittoria, fece un ingresso trionfale nella città alleata di Cremona il 1º dicembre, portando come trofeo il Carroccio, ormai privo di ornamenti, trainato dall'elefante di Cremona bardato a festa e sul quale era legato Pietro Tiepolo (figlio del doge di Venezia Iacopo Tiepolo, podestà di Milano nel 1237). Il suo destino era ormai segnato: Federico II lo rinchiuse in diverse prigioni della Puglia e alla fine decise di metterlo al patibolo, scatenando l'odio profondo della Repubblica di Venezia. Il Carroccio, accompagnato da una missiva, fu comunque inviato a Roma al Pontefice, da sempre protettore dei guelfi, per attestare la potenza dell'Impero e sobillare il partito ghibellino. Esso fu accolto trionfalmente ed esposto in Campidoglio. Federico ad ogni modo intimò che al manufatto venisse riservato ogni onore e fosse opportunamente conservato.
La Lega Lombarda si sciolse, Lodi, Novara, Vercelli, Chieri e Savona si sottomisero al potere imperiale, mentre Amedeo IV di Savoia e Bonifacio II del Monferrato riconfermarono la loro adesione alla causa ghibellina: Federico II era all'apice della sua potenza in Italia. Milano, che non fu assediata da Federico II (la città era ora molto debole dal punto di vista militare), si arrese all'Imperatore e si offrì di firmare una pace, ma le pretese dell'Imperatore spinsero i milanesi a una nuova resistenza.

## Il governo
Oltre ad essere un'alleanza militare la Lega Lombarda fu uno dei primi esempi di sistema confederale nel mondo dei Comuni. Infatti la Lega aveva un consiglio distinto da quello dei suoi membri, denominato universitas, composto da rappresentanti nominati dai singoli comuni e che deliberavano, a maggioranza, in vari campi come l'ammissione di nuovi membri, la guerra e la pace con l'Imperatore, poteri che con gli anni aumentarono sempre di più, tanto che l'universitas ottenne poi potere normativo, impositivo e giudiziario, sistema assimilabile a quello di un'odierna repubblica direttoriale.
Se nel primo periodo della Lega i comuni avevano poca voce in capitolo negli affari confederali e i membri dell'universitas erano indipendenti, nel secondo periodo i comuni ottennero una certa influenza, che però vide come contrappeso un maggiore impegno in politica comunale dei consiglieri. Inoltre la Lega abolì i dazi, costituendosi dunque come unione doganale.